# 泰隆斯·比沙爾
泰隆斯·克里斯多福爾·約翰尼斯·比沙爾（1997年7月28日—）為荷蘭男子籃球運動員，場上位置為中鋒，現效力於BNXT聯賽公爵林英雄。

## 早年生活
比沙爾九歲時，他和家人搬到了西班牙圣佩德罗-德里瓦斯。

## 職業生涯
2017年8月，比沙爾與西班牙籃球乙級聯賽克拉維霍簽約。2019-20賽季比沙爾代表克拉維霍出賽21場，2020年7月加盟奧地利甲級籃球聯賽上瓦特槍手。
2022年2月14日，比沙爾與BNXT聯賽費耶諾德簽約。
2024年8月2日，台灣職業籃球大聯盟高雄全家海神宣布比沙爾加盟事宜，中文登錄名為「比斯赫」。12月31日，高雄全家海神宣布比沙爾離隊。
2025年1月15日，比沙爾加盟BNXT聯賽公爵林英雄。

## 國家隊生涯
2017年11月7日，比沙爾首次被總教練圖恩·范海夫特倫選入荷蘭國家男子籃球隊，2018年2月23日，他在對義大利的比賽中首次代表國家隊出賽。2021年比沙爾代表荷蘭參加2023年世界盃籃球賽歐洲區資格賽；2023年8月代表荷蘭參加2024年奧運男籃資格賽歐洲區預選賽。

## 外部連結
- 泰隆斯·比沙爾的Instagram帳戶
- 泰隆斯·比沙爾的Threads
- 泰隆斯·比沙爾在fiba.basketball（英语）
- 泰隆斯·比沙爾在archive.fiba.com（存檔）（英语）
- 泰隆斯·比沙爾在西班牙篮球甲级联赛官網（球員）（西班牙语）
- 泰隆斯·比沙爾在台灣職業籃球大聯盟官網
- 泰隆斯·比沙爾在Basketball-Reference.com（國際）（英语）
- 泰隆斯·比沙爾在Eurobasket.com（球員）（英语）
- 泰隆斯·比沙爾在Proballers（英语）
- 泰隆斯·比沙爾在RealGM（球員）（英语）
- 泰隆斯·比沙爾在Flashscore（英语）